# Tachina hirta
Tachina hirta är en tvåvingeart som beskrevs av Macquart 1834. Tachina hirta ingår i släktet Tachina och familjen parasitflugor.
Artens utbredningsområde är Frankrike. Inga underarter finns listade i Catalogue of Life.